# Fritz Berg
Fritz Berg (Altena, 27 augustus 1901 - Keulen, 3 februari 1979) was een Duits ondernemer en bestuurder.

## Levensloop
Zijn grootvader, Friedrich Berg, had in 1853 een bedrijf opgericht gespecialiseerd in de productie van ijzerdraad. Zijn vader, Wilhelm Berg, bleef in de sector actief en richtte in 1873 een onderneming op gespecialiseerd in de ontwikkeling van draadspaken voor kinderwagens, fietsen, motorfietsen en auto's. Vanaf 1900 werden er onder meer ook draadmatrassen en springveren ontwikkeld.
Fritz Berger doorliep zijn schoolcarrière aan het Realgymnasium in Altena. Vervolgens sloot hij in 1918 aan bij de 'Gardepionieren', maar besloot na de oorlog in het familiebedrijf actief te worden. Hij studeerde economie en bedrijfskunde aan de Universiteit van Keulen. In 1925 ging hij naar Amerika, zonder zijn eindexamen af te leggen, waar hij onder meer bij Ford ervaring opdeed.
In 1940 nam hij het familiebedrijf over. Na de Tweede Wereldoorlog was hij van 16 april 1945 tot 7 augustus van dat jaar burgemeester van zijn geboortestad. Op 19 oktober 1949 werd hij aangesteld als eerste voorzitter van het Bundesverband der Deutschen Industrie (BDI), een mandaat dat hij zou uitoefenen tot 31 december 1971. Hij werd opgevolgd in deze hoedanigheid door Hans-Günther Sohl. Tevens was hij voorzitter van de Europese werkgeversorganisatie UNICE van 1967 tot 1971. Hij volgde in deze hoedanigheid de Nederlander Hans de Koster op, zelf werd hij opgevolgd door de Fransman Paul Huvelin.
- Bibliothèque nationale de France: cb12287311m (data)
- Gemeinsame Normdatei: 118655876
- International Standard Name Identifier: 0000 0000 8351 5106
- Library of Congress Control Number: n90685936
- Nederlandse Thesaurus van Auteursnamen: 095747680
- Système universitaire de documentation: 068915160
- Virtual International Authority File: 3264337
- WorldCat: E39PBJfRDPV4q3MBfrTdhTqqQq